# دون غروسو
دون غروسو هو لاعب هوكي الجليد كندي، ولد في 12 أبريل 1915 في سو ساينت ماري في كندا، وتوفي في 14 مايو 1985.

## وصلات خارجية
- دون غروسو على موقع دوري الهوكي الوطني (الإنجليزية)
- دون غروسو على موقع EliteProspects.com (الإنجليزية)
- دون غروسو على موقع HockeyDB.com (الإنجليزية)
- دون غروسو على موقع Hockey-Reference.com (الإنجليزية)